# Aphaenogaster nana
Aphaenogaster nana är en myrart som beskrevs av Wheeler 1932. Aphaenogaster nana ingår i släktet Aphaenogaster och familjen myror. Inga underarter finns listade i Catalogue of Life.